# سوپر جام فوتبال اسپانیا ۲۰۲۴
سوپر جام فوتبال اسپانیا ۲۰۲۴ چهلمین دوره از سوپرجام فوتبال اسپانیا بود، یک رقابت فوتبال سالانه برای باشگاه‌هایی در سیستم لیگ فوتبال اسپانیا که در رقابت‌های اصلی خود در فصل پیش موفق بودند.
رئال مادرید برای سیزدهمین بار قهرمان این مسابقات شد.

## حضور
در این مسابقات برندگان و نایب قهرمانان کوپا دل ری ۲۳–۲۰۲۲ و لا لیگا ۲۳–۲۰۲۲ حضور داشتند.

### تیم‌های واجد شرایط
چهار تیم زیر به مسابقات راه یافتند.
| تیم            | روش احراز صلاحیت                                        | تعداد حضور | آخرین حضور به عنوان | عملکرد پیشین | عملکرد پیشین | عملکرد پیشین |
| تیم            | روش احراز صلاحیت                                        | تعداد حضور | آخرین حضور به عنوان | قهرمانی(ها)  | نایب‌قهرمانی  | نیمه نهایی   |
| -------------- | ------------------------------------------------------- | ---------- | ------------------- | ------------ | ------------ | ------------ |
| رئال مادرید    | قهرمان کوپا دل ری ۲۳–۲۰۲۲ و نایب قهرمان لا لیگا ۲۳–۲۰۲۲ | ۲۰         | نایب قهرمان ۲۰۲۳    | ۱۲           | ۶            | ۱            |
| بارسلونا       | قهرمان لا لیگا ۲۳–۲۰۲۲                                  | ۲۸         | برندگان ۲۰۲۳        | ۱۴           | ۱۲           | ۲            |
| اوساسونا       | نایب قهرمان کوپا دل ری ۲۳–۲۰۲۲                          | ۱          | –                   | –            | –            | –            |
| اتلتیکو مادرید | لا لیگا ۲۳–۲۰۲۲ مقام سوم                                | ۹          | نیمه نهایی ۲۰۲۲     | ۲            | ۵            | ۱            |

## محل برگزاری
هر سه بازی در ورزشگاه دانشگاه ملک سعود در ریاض عربستان سعودی برگزار شد.
| سوپر جام فوتبال اسپانیا ۲۰۲۴ (عربستان سعودی) |                          |
| سوپر جام فوتبال اسپانیا ۲۰۲۴ (عربستان سعودی) | ورزشگاه دانشگاه ملک سعود |
| سوپر جام فوتبال اسپانیا ۲۰۲۴ (عربستان سعودی) | گنجایش: ۲۵٬۰۰۰           |
| -------------------------------------------- | ------------------------ |

## مسابقات
- زمان‌های فهرست شده SAST (UTC+3) هستند.

### فینال
| رئال مادرید | ۴–۱ | بارسلونا |
| ----------- | --- | -------- |